# Cupido tallando su arco

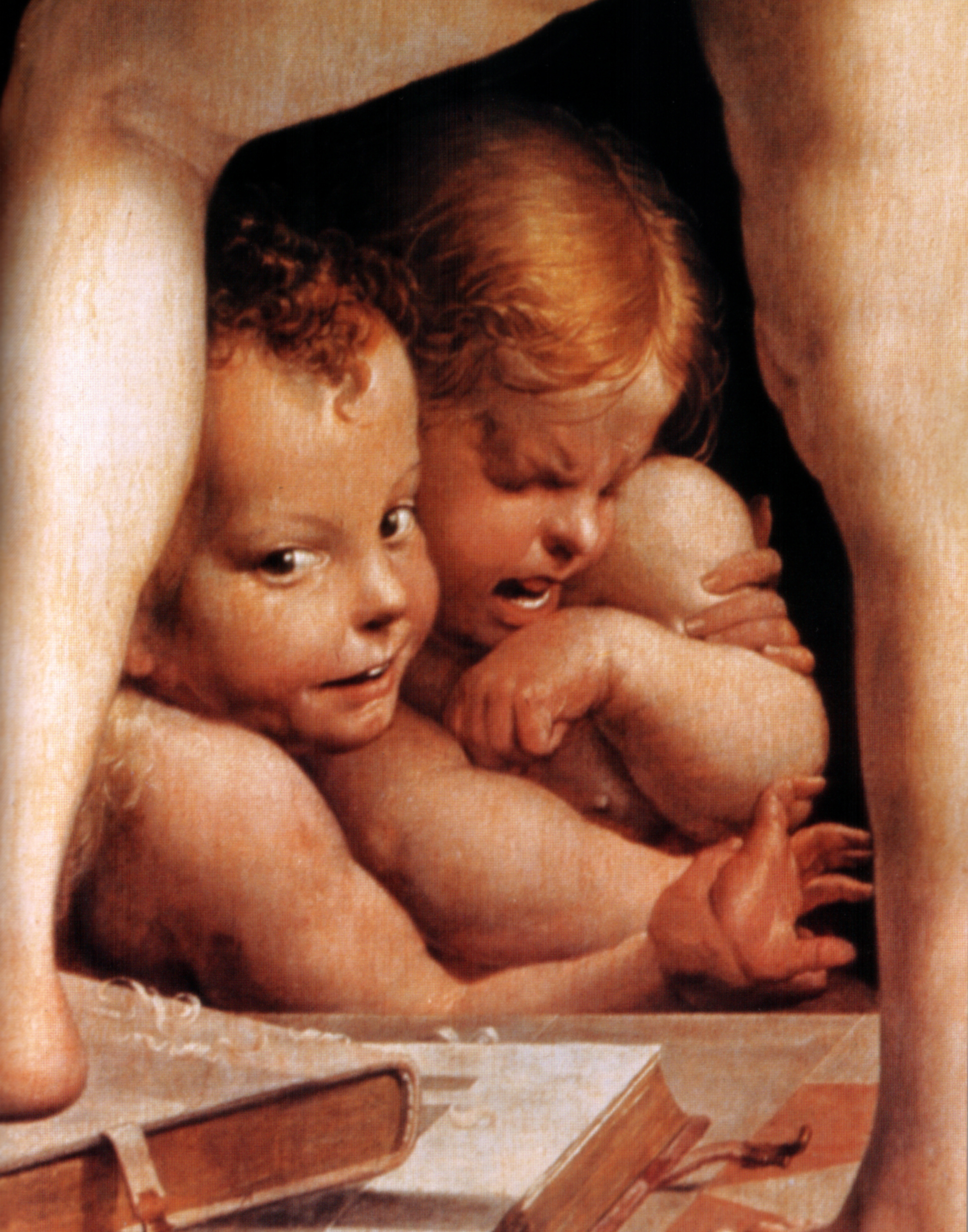
Detalle.

Cupido tallando su arco es una pintura al óleo sobre tabla (135 cm x 65,3 cm) de Parmigianino, datado en 1533-1535 y conservada en el Kunsthistorisches Museum de Viena.

## Historia
La obra se encuentra inventariada en Parma entre las pinturas del caballero Francesco Baiardo, amigo y mecenas de Parmigianino así como probable comprador de su estudio después de su muerte: protegió al artista en el asunto de la iglesia de la Steccata y su hermana Elena Tagliaferri le encargó la Virgen del cuello largo. Vasari escribió que había sido él quien le encargó el "Cupido que fábrica de su mano un arco".
Fue heredado por Marcantonio Cavalca y luego pasó a Antonio Pérez, secretario de Estado de Felipe II de España, que se lo llevó a España. En 1579 Pérez cayó en desgracia y, después de haber sido condenado a pagar una fuerte multa, tuvo que vender el cuadro, atrayendo el interés del conde Khevenhiller, intermediario de Rodolfo II. Sin embargo, la obra fue confiscada y entró en los bienes de la Casa real española y solo después de algunas negociaciones, entre 1601 y 1603, pudo finalmente ser comprada por el conde junto con Júpiter e Io y el El rapto de Ganimedes de Correggio. Llegó así pues a Praga, siendo transferida a la Schatzkammer de Viena en 1631. Aquí fue visto por Boschini (1660) y Tassoni (1676), el cual lo describió como "niño desnudo y alado demostrando una edad de catorce o quince años, que se hace un arco y detrás de él dos niños menores que representan la risa y el llanto".
Un boceto preparatorio de la cabeza de Cupido se encuentra en el Cabinet des Dessins del Museo del Louvre (n. 1662). La obra fue muy copiada y utilizada como modelo por numerosos artistas. Las réplicas más ilustres se encuentran en el Altes Pinakothek de Múnich, de Joseph Heintz el Viejo y de Rubens. El Museo del Prado conserva una buena copia, hecha antes del envío del original a Praga; se cree que pudo pintarla Eugenio Cajés .

## Descripción y estilo
El formato estrecho y alto de la tabla enmarca a la perfección el cuerpo escultórico de Cupido, que aparenta quizás diez u once años, con la piel perfectamente lisa. El niño, totalmente desnudo, está de espaldas girando la cabeza hacia el espectador, mientras con un grueso cuchillo está tallando un arco de una rama apoyada sobre algunos libros, degradados a banco de trabajo, sobre el cual el chiquillo apoya también la punta del pie izquierdo, con la rodilla doblada hacia adelante (quizás alusión a la prevalencia del amor y la emoción sobre la ciencia y la razón). Los cabellos rizados y rubios están recogidos por una cadenilla dorada, recordando un peinado puramente femenino. Las implicaciones eróticas son evidentes, con las nalgas de redondez y suavidad típicamente infantiles bien a la vista, así como el contraste "lunar" de la blancura de la carne desnuda sobre el fondo oscuro.
La atención en la mitad inferior de la obra es atraída por los dos putti que se ven entre las piernas de Cupido, a media figura más allá de la mesa de apoyo principal, estrechados en un abrazo forzado. El niño, que es alado, dirige al espectador una mirada de maliciosa complicidad, estrechando con fuerza a la niña, que intenta rebelarse en una mueca de enfado muy bien representada, que seguramente requirió un exacto estudio del natural. Él le sujeta una muñeca mientras la agarra del otro brazo, abrazándola contra sí, en un gesto que Vasari leyó, como «uno toma el brazo del otro y riendo quiere que toque a Cupido con un dedo, y este, que no quiere tocarlo, llora mostrando tener miedo de quemarse en el fuego del amor». Los dos niños representan quizás las insidias del amor no correspondido que Cupido, fabricando su arma, pronto remediará. Sobre la pareja de amorcillos se han formulado varias hipótesis interpretativas: Anteros y Liseros (respectivamente el impulso varonil que da fuerza al amor y el principio femenino que lo extingue), o el Amor sagrado y el Amor profano, o incluso los opuestos alquímicos.
Estos prefiguran, estilísticamente, el grupo de los ángeles de la izquierda en la Virgen del cuello largo y aparecen como un reflejo de los putti de Correggio, aunque ya lejos del espíritu amablemente espontáneo de las obras de su maestro.
La obra muestra afinidad con sus obras de los años treinta, como el brillo dorado de los cabellos, los ojos vivos, la luz fría y artificial. Vasari la definió como «vaga de colorido, ingeniosa  en la invención y elegante». Inocentemente maliciosa, la pintura muestra una gran frescura expresiva que logra eclipsar el artificio antinatural de ese cuerpo de mármol y esas alas que parecen de metal. Detrás de la inspiración literaria, petrarquista de la obra, se insinúa una exaltación pagana y carnal del amor, no exenta de cierta ambigüedad sexual, a la que parece aludir la expresión de cómplice malicia del protagonista.